# Cornoathyrium glabrescens
Cornoathyrium glabrescens är en majbräkenväxtart som först beskrevs av Shunsuke Serizawa och som fick sitt nu gällande namn av Nakaike.
Cornoathyrium glabrescens ingår i släktet Cornoathyrium och familjen Athyriaceae. Inga underarter finns listade i Catalogue of Life.